# Llantwit Major
Llantwit Major (Llanilltud Fawr in het Welsh) is een plaats in het Welsh graafschap Vale of Glamorgan.
Llantwit Major telt 13.366 inwoners.
Llantwit Major is in Nederland bekend omdat zowel koning Willem-Alexander als zijn dochter prinses Alexia er aan het Atlantic College hun International Baccalaureate haalden.

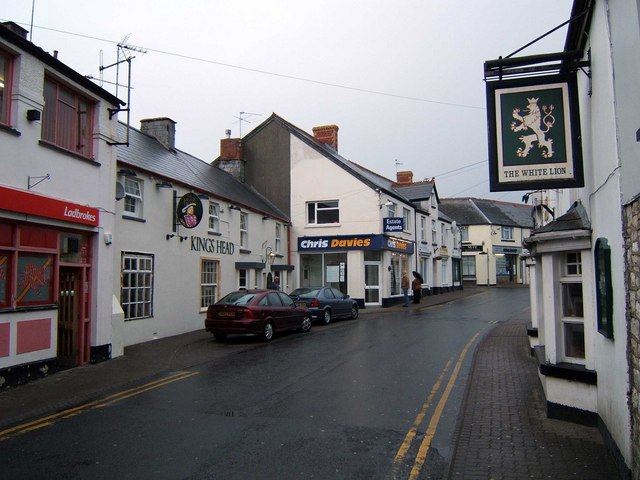
Straatbeeld